# Laxenecera rufitarsis
Laxenecera rufitarsis là một loài ruồi trong họ Asilidae. Laxenecera rufitarsis được Bezzi miêu tả năm 1908.